# Segle XXIX aC
El segle XXXIX aC és un període la història on conviuen civilitzacions en l'edat del bronze amb altres més avançades i pobles que romanen en una cultura paleolítica o nòmada. Les zones habitades s'amplien a tots els continents. Inclou els esdeveniments transcorreguts entre els anys 2900 aC i 2801 aC

## Política
Comença la Dinastia II d'Egipte, que continua unificant els antics regnes sota una mateixa cultura i poder. La Xina continua dins el període anomenat dels tres augustos i cinc emperadors, molts d'ells amb personalitat semimítiques. A Sumer, Ur esdevé una de les ciutats més riques (el seu record històric posterior prové sobretot de ser la pàtria d'Abraham). A Europa es va desenvolupar la cultura de la ceràmica cordada al centre del continent mentre al Mediterrani continuen poblant-se noves regions, entre elles Micenes.

## Economia i societat
El Matusalem (arbre) va germinar probablement durant aquesta època i és una prova de la pervivència de determinades espècies, com el pi. La seva fusta era usada en construccions diverses, amb reforços de pedra.

## Invencions i descobriments
El papir més antic conegut està en blanc, i fou descobert a la tomba de Hemaka, el visir del faraó Den, de la Dinastia I, cap al 2900 aC, a la necròpoli de Saqqara. L'escriptura sumèria evoluciona i adquireix un caràcter més arbitrari, amb l'aparició dels fonogrames. D'aquesta manera, no es dibuixa un símbol per a cada paraula o concepte, com continuen fent els egipcis, sinó que cada signe equival a una combinació de sons i morfemes, tot i que encara amb un parentiu amb el seu significat.

## Art, cultura i pensament
A Egipte comencen a adaptar el seu calendari al sol, al qual veneren, de manera que els anys duren 365 dies, si bé es combina amb els cicles de la Lluna, en un model que influirà fortament en tots els calendaris posteriors.
A Mesopotàmia es va iniciar el culte a Dumuzi, a partir de la barreja d'un rei de l'època divinitzat i els atributs de deïtats locals. Destaca per ser el primer personatge que protagonitza una catàbasi, tema recurrent en la mitologia i en la literatura posterior.